# Bjelovarski paviljon
Bjelovarski paviljon glazbeni je paviljon od bijelog bračkog mramora, najveći takav u Europi. Izgrađen je 1943. godine, u središtu Trga Eugena Kvaternika na mjestu starog gradskog bunara, za glazbene i kulturne događaje u Bjelovaru. Projektirao ga je bjelovarski arhitekt Zdenko Strižić.
Paviljon je konstrukcijski obnovljen 2015. godine, kada je kompletno rekonstruiran s novim bračkim mramorom. Zbog svoje prepoznatljivosti i mjesta u središtu grada paviljon je zadobio titulu glavne bjelovarske znamenitosti.
Godine 1778. u parku su postavljeni kipovi sv. Jelene Križarice, sv. Ivanu Nepomuku, sv. Tereziji Avilskoj i sv. Jurju. Dolaskom komunista 1945. godine kipovi su uklonjeni, a vraćeni su oko 2000. godine na prostor oko bjelovarskog paviljona.

## Galerija
- Bjelovarski paviljon zimi s bjelovarskom katedralom u daljini.
- Osvijetljeni bjelovarski paviljon po noći.
- Pogled na bjelovarski paviljon iz smjera katedrale.
- Bjelovarski paviljon i neretvanska lađa nakon pobjede ekipe "Argo" Bjelovar na Maratonu lađa.